# Village-Neuf
Village-Neuf é uma comuna francesa na região administrativa de Grande Leste, no departamento Alto Reno. Estende-se por uma área de 6,82 km². Em 2010 a comuna tinha 4 449 habitantes (densidade: 652,3 hab./km²).